# Parcul Tivoli

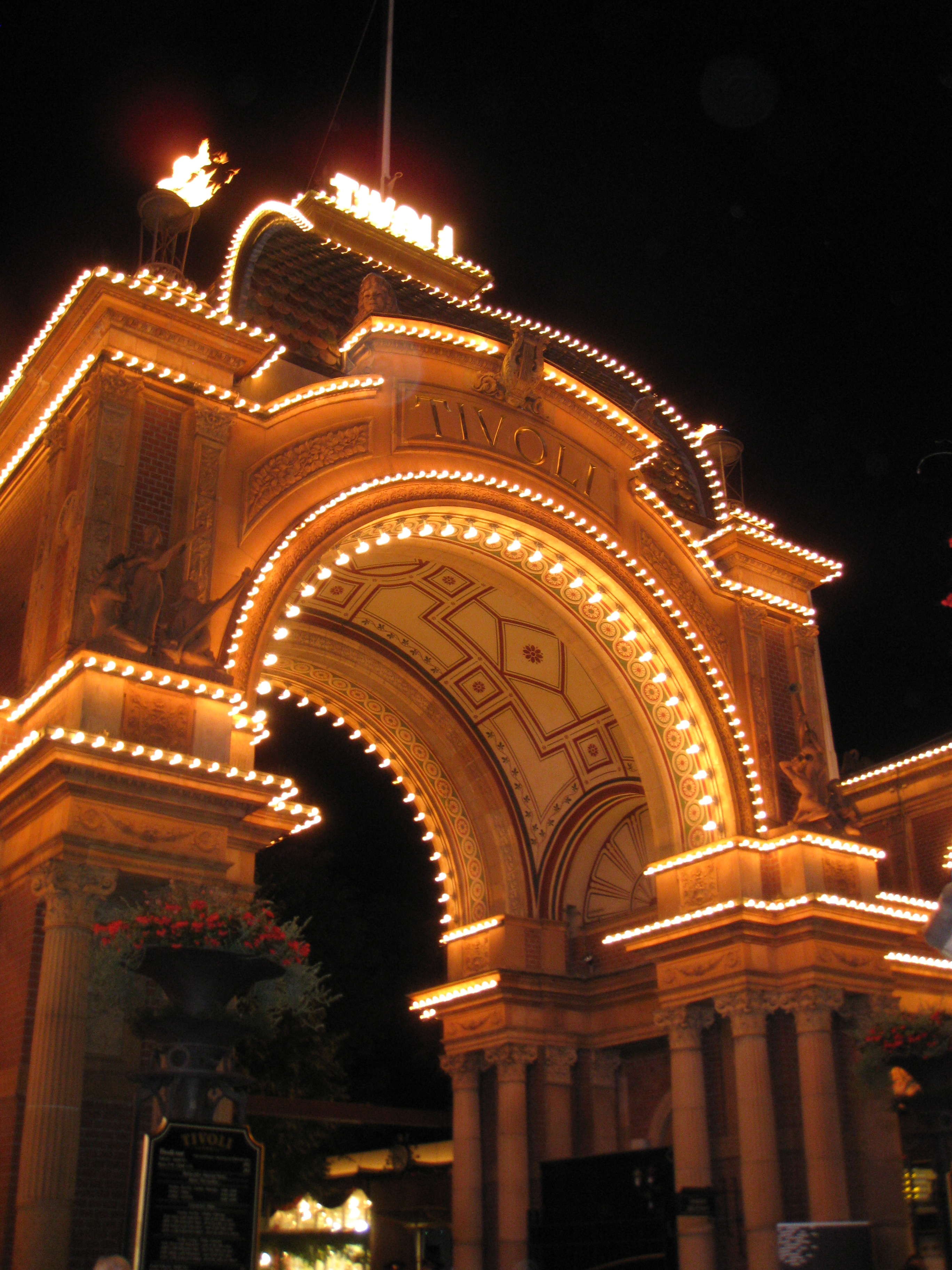
Intrarea în Parcul Tivoli

Parcul Tivoli (sau simplu Tivoli) este un parc de distracții din centrul capitalei Danemarcei, Copenhaga.
Parcul Tivoli a fost construit în anul 1843, de Georg Carstensen. Proprietarul acestui loc de distracții a primit aprobarea de a pune bazele acestui parc de la regele Danemarcei Christian al VIII-lea în anul 1841. Construcția parcului a început pe data de 1 mai 1843. Chiar de la deschiderea sa, la 15 august 1843, parcul a avut un succes deosebit, cu un număr de 175.000 de vizitatori în sezonul de deschidere (cu remarca că acel sezon a fost foarte scurt, parcul fiind deschis doar în perioada estivală).
Unul din renumiții vizitatori de atunci a fost chiar bine cunoscutul scriitor de povești Hans Christian Andersen, care a fost plăcut impresionat de acest loc de distracții.
Tivoli are în componența sa și o sală de concerte.

## Galerie

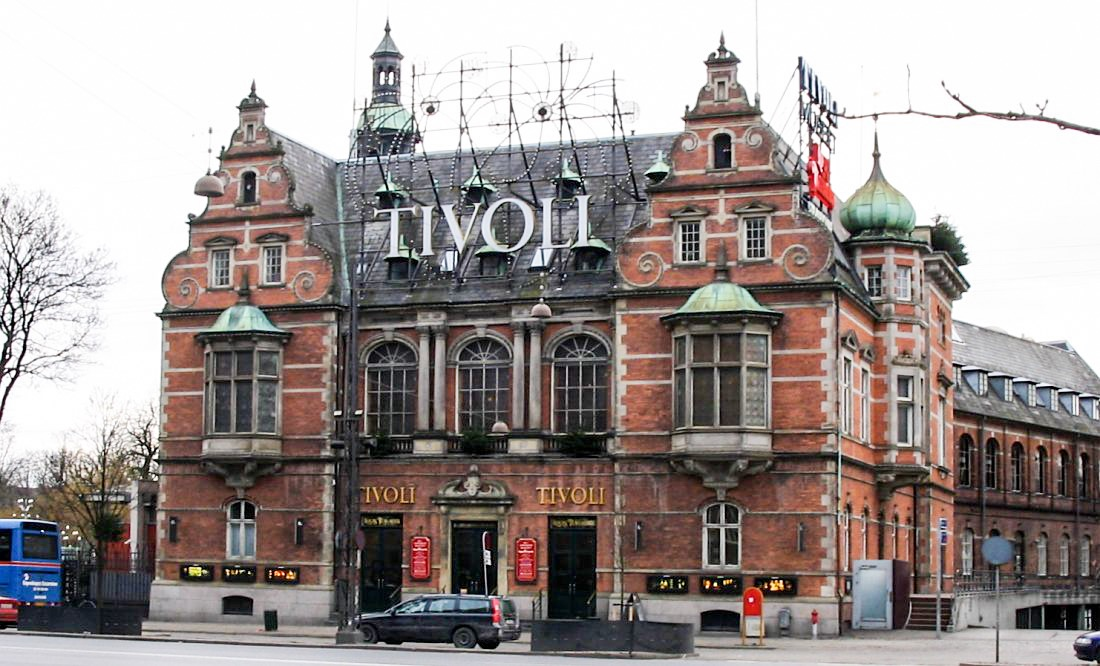
Castelul „Hans Christian Andersen”
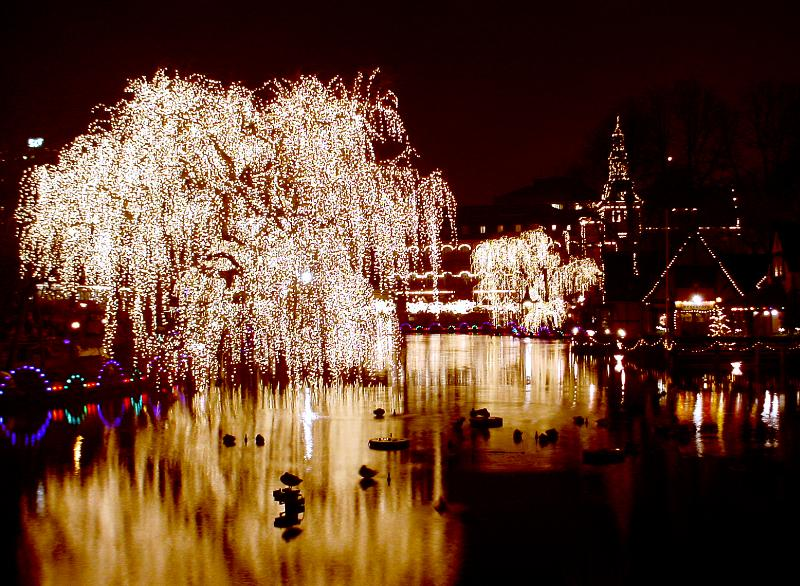
Tivoli în timpul unei nopți de decembrie
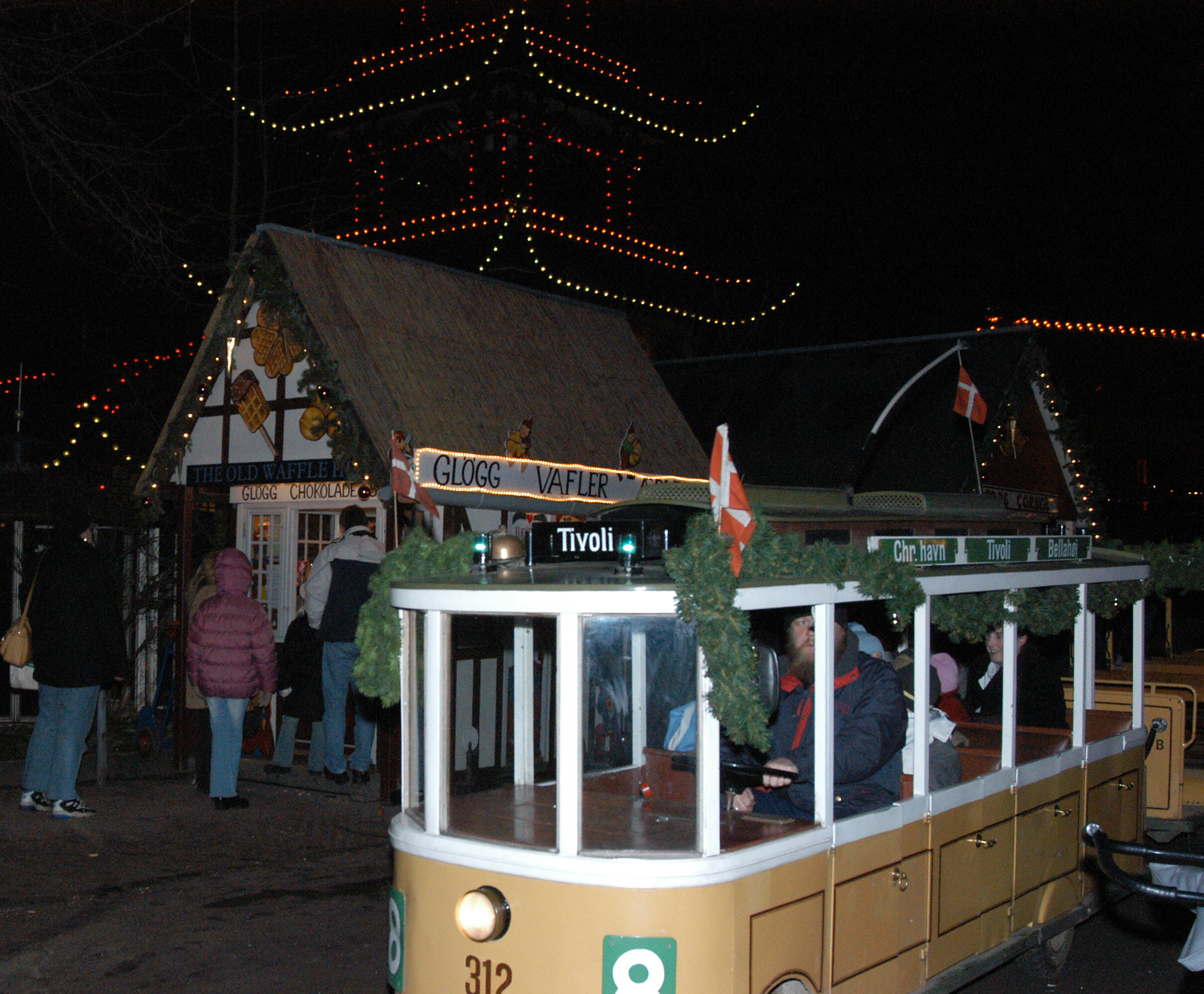
Tivoli în timpul nopții
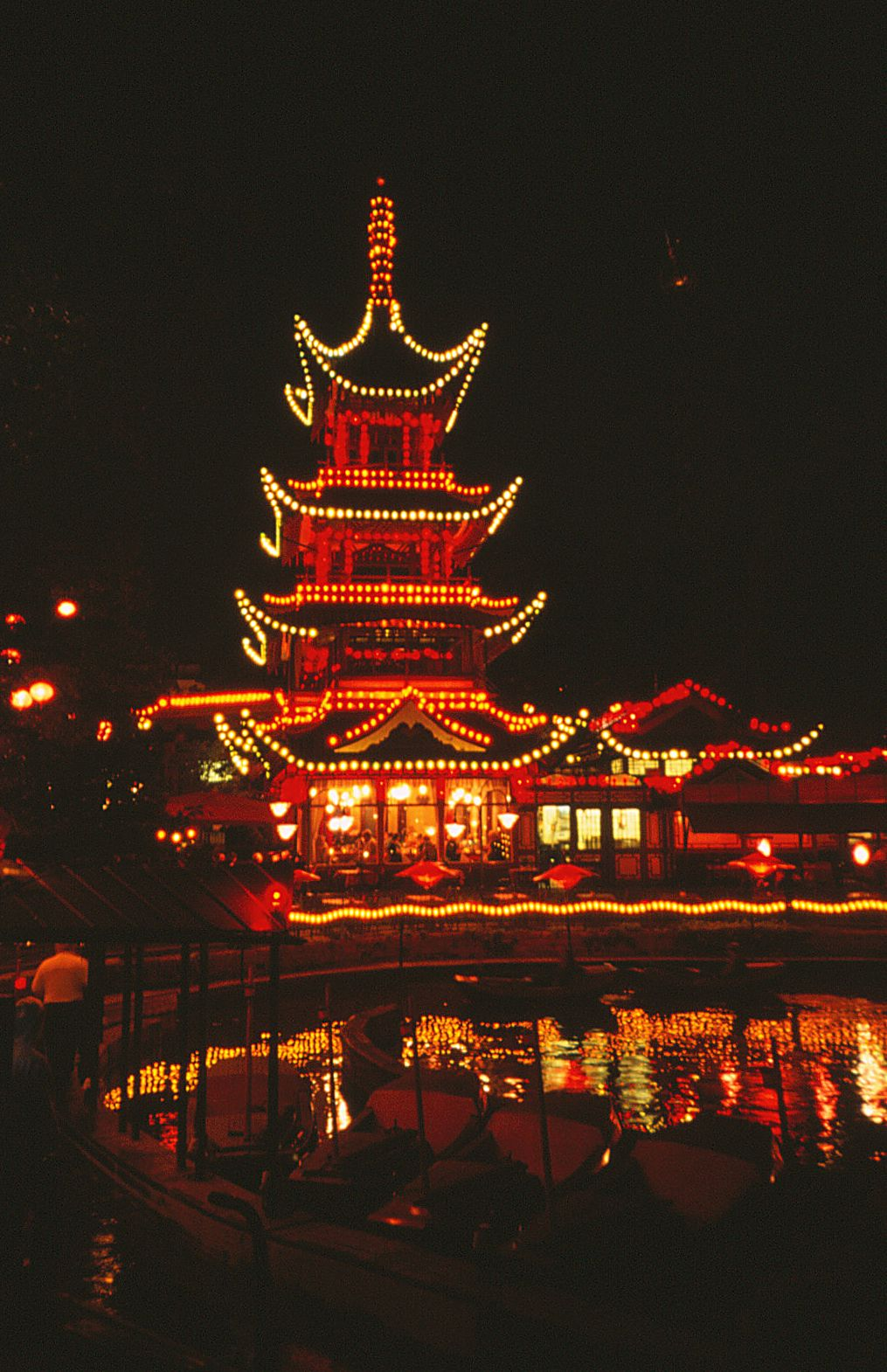
Turnul japonez
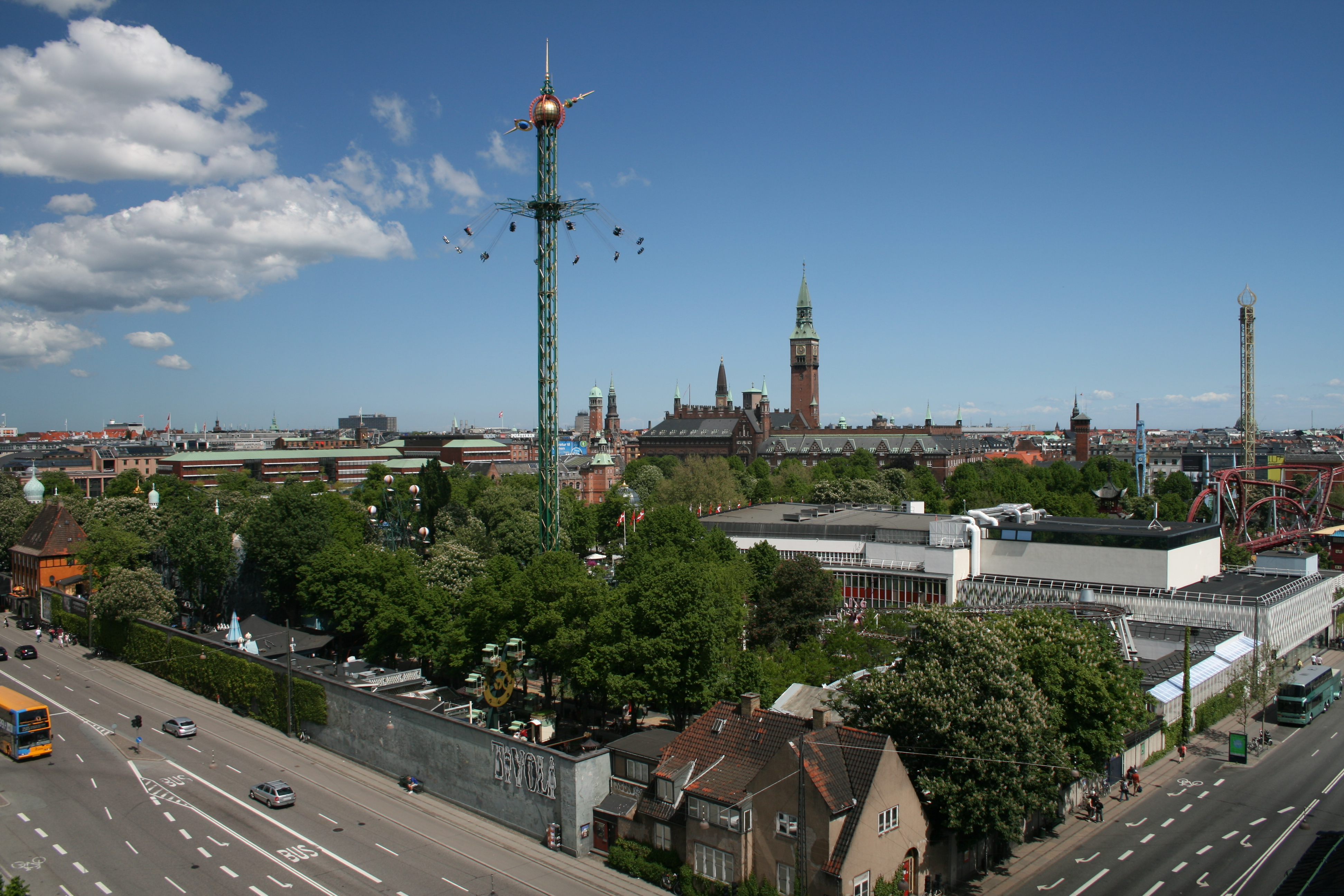
Parcul Tivoli, vedere aeriană
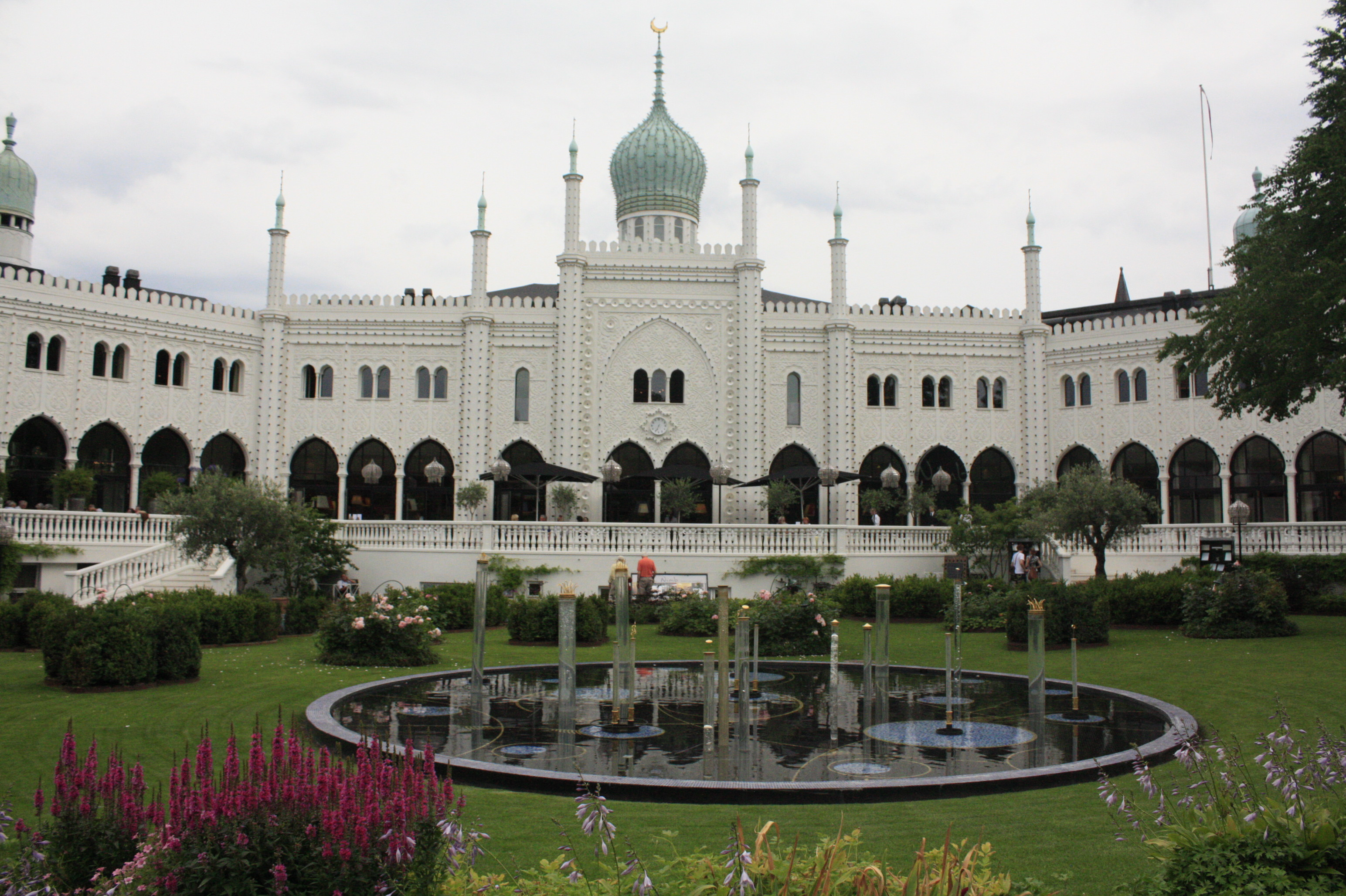
Palatul maur
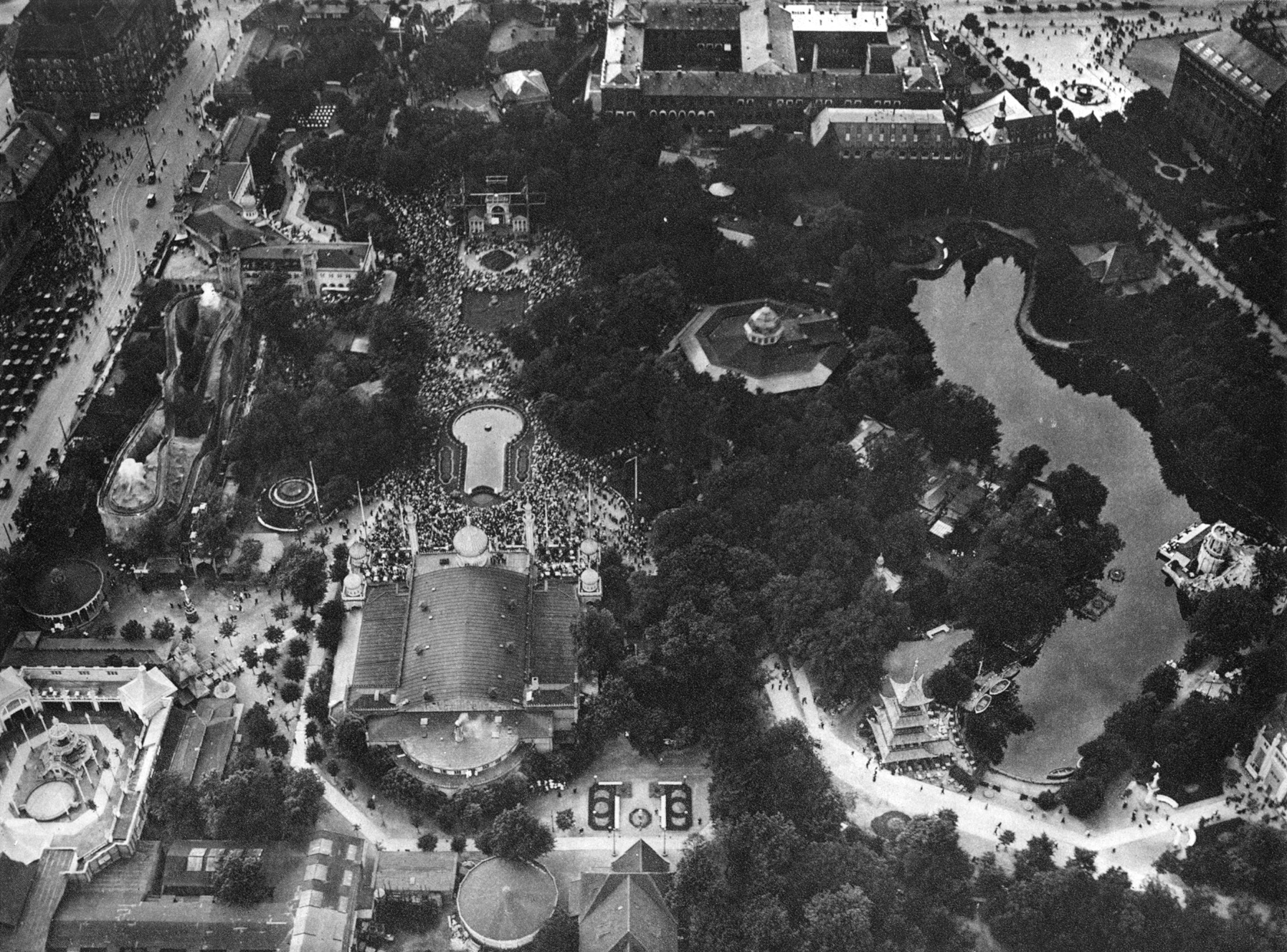
Fotografie aeriană făcută din balonul lui Eduard Spelterini la 22 iunie 1922